# St. Bartholomäus (Unterer Neulhof)

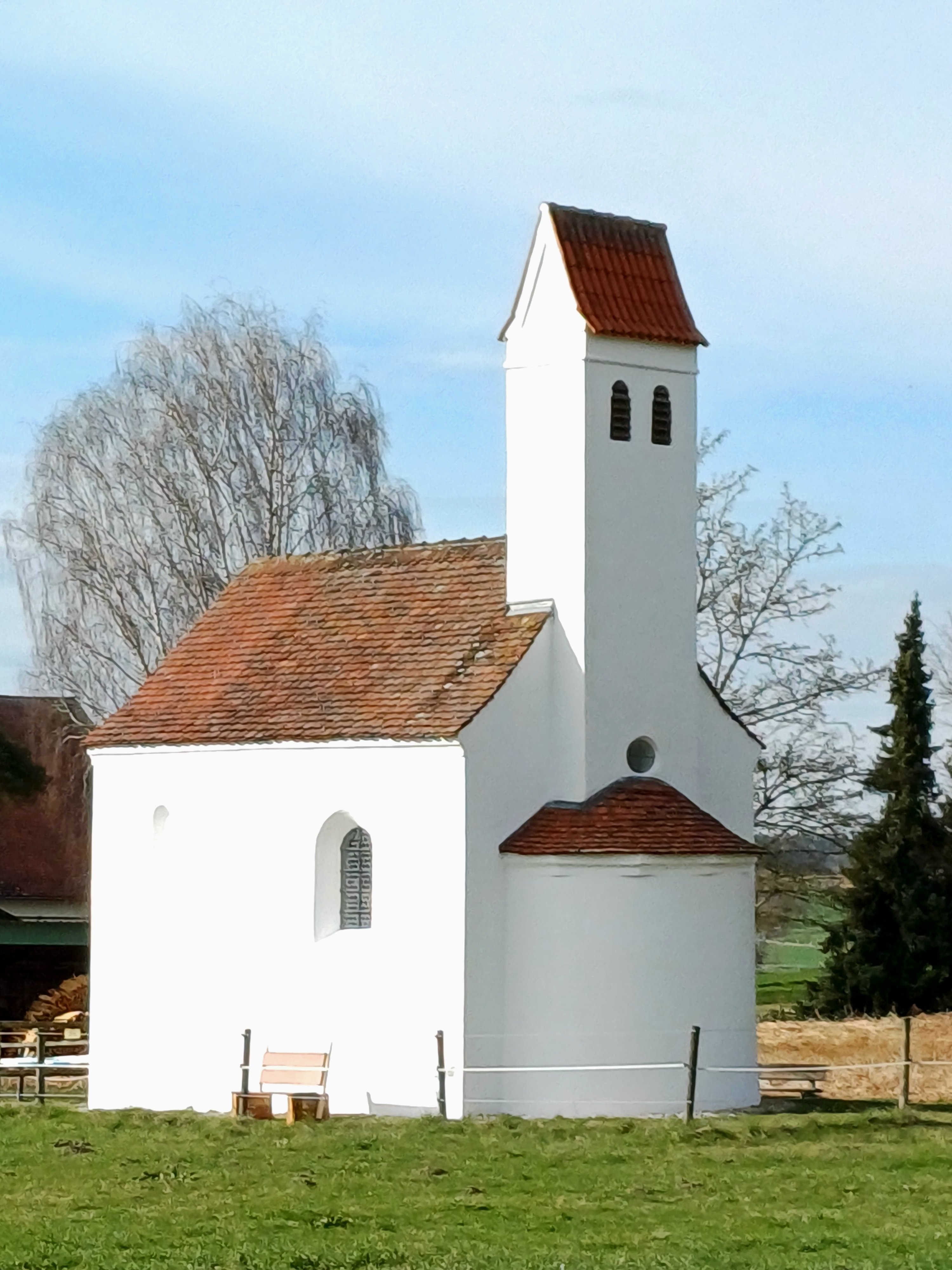
St. Bartholomäus, Unterer Neulhof

St. Bartholomäus ist eine römisch-katholische Kapelle in Unterer Neulhof, einem Stadtteil von Aichach im Landkreis Aichach-Friedberg von Bayern. Das Bauwerk ist in der Liste der Baudenkmäler in Aichach als Baudenkmal unter der Nr. D-7-71-113-89 eingetragen.

## Beschreibung
Die romanische Saalkirche wurde vor 1210 auf den Grundmauern einer Villa rustica errichtet und nach den Schäden im Dreißigjährigen Krieg wiederhergestellt. Sie besteht aus einem Langhaus, das mit einem Satteldach bedeckt ist, einer halbkreisförmigen Apsis im Osten und einem Kirchturm, der sich seit 1642 zwischen beiden erhebt, und der quer mit einem Satteldach bedeckt ist.